# Magdalena Popiel
Magdalena Popiel (ur. 1953) – literaturoznawca, teoretyk i historyk literatury, profesor, pracownik Katedry Antropologii Literatury i Badań Literackich Wydziału Polonistyki Uniwersytetu Jagiellońskiego.

## Życiorys
Zajmuje się estetyką modernizmu. Autorka prac z zakresu teorii i historii powieści oraz estetyki literatury. Interesuje się włoską krytyką literacką i artystyczną.
Redaktor Naukowy serii "Biblioteka Narodowa" wydawanej przez Ossolineum oraz członek Komitetu Redakcyjnego czasopisma "Przestrzenie Teorii".
Prowadzi zajęcia z "Estetycznych kategorii literatury", poetyki, teorii literatury oraz historii literatury. Odznaczona Brązowym Krzyżem Zasługi 2007, Medalem KEN 2009

## Wydane publikacje
- Wyspiański. Mitologia nowoczesnego artysty, Kraków 2007.
- Oblicza wzniosłości. Estetyka powieści młodopolskiej, Kraków 1999;
- Historia i metafora. O "Żywych kamieniach" Wacława Berenta, Wrocław 1998;